# Aurea (álbum)
Aurea é o álbum de estreia da cantora portuguesa Aurea, lançado a 27 de Setembro de 2010.

## Faixas[1]
1. "The Main Things About Me"
2. "Busy (For Me)"
3. "Don't ya Say It"
4. "The Only Thing That I Wanted"
5. "Okay Alright"
6. "No No No No (I don't want fall in love with you baby)"
7. "Heading Back Home"
8. "Dreaming Alive"
9. "Tower of Strength"
10. "Waiting, Wating (For You)"
11. "Be My Baby"
12. "The Witch Song

## Desempenho nas paradas musicais
| Parada musical (2011) | Posições | Certificação |
| --------------------- | -------- | ------------ |
| Portugal - Top 30     | 1        | 2× Platina   |

## Créditos
- Aurea - Voz
- Miguel Casais,  Fanan ("Heading Back Home") - Bateria
- João Matos - Baixo
- Ricardo Ferreira - Guitarra
- Elton Ribeiro, Daniel Lima - Teclados
- Rui Ribeiro - Piano
- Patricia Antunes, Patricia Silveira, Paulo Ramos - Coros
- Sofia Gomes - Violoncelo
- Gabriela Barros - Viola
- Nelson Nogueira, Ricardo Ribeiro - Violino
- Eduardo Lala - Trombone
- Miguel Gonçalves - Trompete
- Elmano Coelho - Saxofone